# Ivesia argyrocoma
Ivesia argyrocoma är en rosväxtart som först beskrevs av Per Axel Rydberg, och fick sitt nu gällande namn av Per Axel Rydberg. Ivesia argyrocoma ingår i släktet Ivesia och familjen rosväxter. Utöver nominatformen finns också underarten I. a. moranii.